# Charguia
Charguia ou La Charguia (arabe : الشرقية) est un quartier de la périphérie de Tunis, la capitale de la Tunisie. 

## Administration
Le quartier a été subdivisé en deux secteurs : Charguia I et Charguia II. Ils sont situés au nord de la capitale tunisienne près de l'aéroport international de Tunis-Carthage.

## Lieux notables
- École supérieure de la statistique et de l'analyse de l'information
- Musée du service géologique de Tunisie